# Medallistas Olímpicos en Deportes ecuestres
Tablas de medallas de oro, plata y bronce de la Hípica o Equitación en los Juegos Olímpicos desde su primera edición en 1896, en cada una de las pruebas que forman parte del torneo.

## Programa vigente

### Doma clásica, individual
| Edición             | Oro                                                     | Plata                                               | Bronce                                                    |
| ------------------- | ------------------------------------------------------- | --------------------------------------------------- | --------------------------------------------------------- |
| Estocolmo 1912      | Carl Bonde · en Emperor · Suecia                        | Gustaf Adolf Boltenstern · en Neptun · Suecia       | Hans von Blixen-Finecke · en Maggie · Suecia              |
| Amberes 1920        | Janne Lundblad · en Uno · Suecia                        | Bertil Sandström · en Sabel · Suecia                | Hans von Rosen · en Running Sister · Suecia               |
| París 1924          | Ernst Linder · en Piccolomino · Suecia                  | Bertil Sandström · en Sabel · Suecia                | Xavier Lesage · en Plumard · Francia                      |
| Ámsterdam 1928      | Carl-Friedrich von Langen · en Draufgänger · Alemania   | Charles Marion · en Linon · Francia                 | Ragnar Olson · en Günstling · Suecia                      |
| Los Ángeles 1932    | Xavier Lesage · en Taine · Francia                      | Charles Marion · en Linon · Francia                 | Hiram Tuttle · en Olympic · Estados Unidos                |
| Berlín 1936         | Heinz Pollay · en Kronos · Alemania                     | Friedrich Gerhard · en Absinth · Alemania           | Alois Podhajsky · en Nero · Austria                       |
| Londres 1948        | Hans Moser · en Hummer · Suiza                          | André Jousseaume · en Harpagon · Francia            | Gustaf Adolf Boltenstern · en Trumf · Suecia              |
| Helsinki 1952       | Henri Saint Cyr · en Master Rufus · Suecia              | Lis Hartel · en Jubilee · Dinamarca                 | André Jousseaume · en Harpagon · Francia                  |
| Estocolmo 1956      | Henri Saint Cyr · en Juli · Suecia                      | Lis Hartel · en Jubilee · Dinamarca                 | Liselott Linsenhoff · en Adular · Equipo Alemán Unificado |
| Roma 1960           | Serguei Filatov · en Absent · Unión Soviética           | Gustav Fischer · en Wald · Suiza                    | Josef Neckermann · en Asbach · Equipo Alemán Unificado    |
| Tokio 1964          | Henri Chammartin · en Wörmann · Suiza                   | Harry Boldt · en Remus · Equipo Alemán Unificado    | Serguei Filatov · en Absent · Unión Soviética             |
| México 1968         | Ivan Kizimov · en Ikhor · Unión Soviética               | Josef Neckermann · en Mariano · Alemania Occidental | Reiner Klimke · en Dux · Alemania Occidental              |
| Múnich 1972         | Liselott Linsenhoff · en Piaff · Alemania Occidental    | Yelena Petushkova · en Pepel · Unión Soviética      | Josef Neckermann · en Venetia · Alemania Occidental       |
| Montreal 1976       | Christine Stückelberger · en Granat · Suiza             | Harry Boldt · en Woycek · Alemania Occidental       | Reiner Klimke · en Mehmed · Alemania Occidental           |
| Moscú 1980          | Elisabeth Theurer · en Mon Cherie · Austria             | Yuri Kovshov · en Igrok · Unión Soviética           | Víktor Ugriúmov · en Shkval · Unión Soviética             |
| Los Ángeles 1984    | Reiner Klimke · en Ahlerich · Alemania Occidental       | Anne Grethe Jensen · en Marzog · Dinamarca          | Otto Hofer · en Limandus · Suiza                          |
| Seúl 1988           | Nicole Uphoff · en Rembrandt · Alemania Occidental      | Margit Otto-Crépin · en Corlandus · Francia         | Christine Stückelberger · en Gauguin de Lully · Suiza     |
| Barcelona 1992      | Nicole Uphoff · en Rembrandt · Alemania                 | Isabell Werth · en Gigolo · Alemania                | Klaus Balkenhol · en Goldstern · Alemania                 |
| Atlanta 1996        | Isabell Werth · en Gigolo · Alemania                    | Anky van Grunsven · en Bonfire · Países Bajos       | Sven Rothenberger · en Weyden · Países Bajos              |
| Sídney 2000         | Anky van Grunsven · en Bonfire · Países Bajos           | Isabell Werth · en Gigolo · Alemania                | Ulla Salzgeber · en Rusty · Alemania                      |
| Atenas 2004         | Anky van Grunsven · en Salinero · Países Bajos          | Ulla Salzgeber · en Rusty · Alemania                | Beatriz Ferrer-Salat · en Beauvalais · España             |
| Pekín 2008          | Anky van Grunsven · en Salinero · Países Bajos          | Isabell Werth · en Satchmo · Alemania               | Heike Kemmer · en Bonaparte · Alemania                    |
| Londres 2012        | Charlotte Dujardin · en Valegro · Reino Unido           | Adelinde Cornelissen · en Parzival · Países Bajos   | Laura Bechtolsheimer · en Mistral Højris · Reino Unido    |
| Río de Janeiro 2016 | Charlotte Dujardin · en Valegro · Reino Unido           | Isabell Werth · en Weihegold · Alemania             | Kristina Bröring-Sprehe · en Desperados · Alemania        |
| Tokio 2020          | Jessica von Bredow-Werndl · en Dalera · Alemania        | Isabell Werth · en Bella Rose · Alemania            | Charlotte Dujardin · en Gio · Reino Unido                 |
| París 2024          | Jessica von Bredow-Werndl · en TSF Dalera BB · Alemania | Isabell Werth · en Wendy · Alemania                 | Charlotte Fry · en Glamourdale · Reino Unido              |

### Doma clásica, por equipos
| Edición             | Oro | Plata | Bronce |
| ------------------- | --- | --- | --- |
| Ámsterdam 1928      | Alemania Carl-Friedrich von Langen · en Draufgänger · Hermann Linkenbach · en Gimpel · Eugen von Lotzbeck · en Caracalla                                 | Suecia Ragnar Olson · en Günstling · Janne Lundblad · en Blackmar · Carl Bonde · on Ingo                                                               | Países Bajos Jan van Reede · en Hans · Pierre Versteegh · en His Excellence · Gerard le Heux · en Valérine                               |
| Los Ángeles 1932    | Francia Xavier Lesage · en Taine · Charles Marion · en Linon · André Jousseaume · en Sorelta                                                             | Suecia Bertil Sandström · en Kreta · Thomas Byström · en Gulliver · Gustaf Adolf Boltenstern · en Ingo                                                 | Estados Unidos Hiram Tuttle · en Olympic · Isaac Kitts · en American Lady · Alvin Moore · en Water Pat                                   |
| Berlín 1936         | Alemania Heinz Pollay · en Kronos · Friedrich Gerhard · en Absinth · Hermann von Oppeln-Bronikowski · en Gimpel                                          | Francia André Jousseaume · en Favorite · Gérard de Ballorre · en Debaucheur · Daniel Gillois · en Nicolas                                              | Suecia Gregor Adlercreutz · en Teresina · Sven Colliander · en Kål XX · Folke Sandström · en Pergola                                     |
| Londres 1948        | Francia André Jousseaume · en Harpagon · Jean Saint-Fort Paillard · en Sous les Ceps · Maurice Buret · en Saint Quen                                     | Estados Unidos Robert Borg · en Klingson · Earl Foster Thomson · en Pancraft · Frank Henry · en Reno Overdo                                            | Portugal Fernando Paes · en Matamas · Francisco Valadas · en Feitiço · Luís Mena e Silva · en Fascinante                                 |
| Helsinki 1952       | Suecia Henri Saint Cyr · en Master Rufus · Gustaf Adolf Boltenstern · en Krest · Gehnäll Persson · en Knaust                                             | Suiza Gottfried Trachsel · en Kursus · Henri Chammartin · en Wöhler · Gustav Fischer · en Soliman                                                      | Alemania Heinz Pollay · en Adular · Ida von Nagel · en Afrika · Fritz Thiedemann · en Chronist                                           |
| Estocolmo 1956      | Suecia Henri Saint Cyr · en Juli · Gehnäll Persson · en Knaust · Gustaf Adolf Boltenstern · en Krest                                                     | Equipo Alemán Unificado Liselott Linsenhoff · en Adular · Hannelore Weygand · en Perkunos · Anneliese Küppers · en Afrika                              | Suiza Gottfried Trachsel · en Kursus · Henri Chammartin · en Wöhler · Gustav Fischer · en Vasello                                        |
| Roma 1960           | Prueba no incluida en el programa olímpico | Prueba no incluida en el programa olímpico | Prueba no incluida en el programa olímpico                                                                                               |
| Tokio 1964          | Equipo Alemán Unificado Harry Boldt · en Remus · Reiner Klimke · en Dux · Josef Neckermann · en Antoinette                                               | Suiza Henri Chammartin · en Wörmann · Gustav Fischer · en Wald · Marianne Gossweiler · en Stephan                                                      | Unión Soviética Serguei Filatov · en Absent · Ivan Kizimov · en Ikhor · Ivan Kalita · en Moar                                            |
| México 1968         | Alemania Occidental Josef Neckermann · en Mariano · Reiner Klimke · en Dux · Liselott Linsenhoff · en Piaff                                              | Unión Soviética Yelena Petushkova · en Pepel · Ivan Kizimov · en Ikhor · Ivan Kalita · en Absent                                                       | Suiza Henri Chammartin · en Wolfdietrich · Marianne Gossweiler · en Stephan · Gustav Fischer · en Wald                                   |
| Múnich 1972         | Unión Soviética Yelena Petushkova · en Pepel · Ivan Kizimov · en Ikhor · Ivan Kalita · en Tarif                                                          | Alemania Occidental Karin Schlüter-Schmidt · en Liostro · Liselott Linsenhoff · en Piaff · Josef Neckermann · en Venetia                               | Suecia Ulla Håkansson · en Ajax · Ninna Swaab · en Casanova · Maud von Rosen · en Lucky Boy                                              |
| Montreal 1976       | Alemania Occidental Harry Boldt · en Woycek · Reiner Klimke · en Mehmed · Gabriela Grillo · en Ultimo                                                    | Suiza Christine Stückelberger · en Granat · Ulrich Lehmann · en Widin · Doris Ramseier · en Roch                                                       | Estados Unidos Hilda Gurney · en Keen · Dorothy Morkis · en Monaco · Edith Master · en Dahlwitz                                          |
| Moscú 1980          | Unión Soviética Yuri Kovshov · en Igrok · Viktor Ugriumov · en Shkfval · Vera Misevich · en Plot                                                         | Bulgaria Petar Mandadzhiev · en Stchibor · Svetoslav lvanov · en Aleko · Gueorgui Gadzhev · en Vnimatelen                                              | Rumania Anghelache Donescu · en Dor · Dumitru Velicu · en Decebal · Petre Rosca · en Derbist                                             |
| Los Ángeles 1984    | Alemania Occidental Reiner Klimke · en Ahlerich · Uwe Sauer · en Montevideo · Herbert Krug · en Muscadeur                                                | Suiza Otto Josef Hofer · en Limandus · Christine Stückelberger · en Tansanit · Amy-Cathérine de Bary · en Aintree                                      | Suecia Ulla Håkansson · en Flamingo · Louise Nathorst · en Inferno · Ingamay Bylund · en Aleks                                           |
| Seúl 1988           | Alemania Occidental Reiner Klimke · en Ahlerich · Ann-Kathrin Linsenhoff · en Courage · Monica Theodorescu · en Ganimedes · Nicole Uphoff · en Rembrandt | Suiza Otto Josef Hofer · en Andiamo · Christine Stückelberger · en Gauguin de Lully CH · Daniel Ramseier · en Random · Samuel Schatzmann · en Rochus   | Canadá Cynthia Neale-Ishoy · en Dynasty · Eva-Maria Pracht · en Emirage · Gina Smith · en Malte · Ashley Nicoll · en Reipo               |
| Barcelona 1992      | Alemania Klaus Balkenhol · en Goldstern · Nicole Uphoff · en Rembrandt · Monica Theodorescu · en Grunox · Isabell Werth · en Gigolo                      | Países Bajos Tineke Bartels · en Courage · Anky van Grunsven · en Bonfire · Ellen Bontje · en Larius · Annemarie Sanders-Keijzer · en Olympic Montreux | Estados Unidos Robert Dover · en Lectron · Carol Lavell · en Gifted · Charlotte Bredahl · en Monsieur · Michael Poulin · en Graf George  |
| Atlanta 1996        | Alemania Klaus Balkenhol · en Goldstern · Martin Schaudt · en Durgo · Monica Theodorescu · en Grunox · Isabell Werth · en Gigolo                         | Países Bajos Tineke Bartels · en Barbria · Anky van Grunsven · en Bonfire · Sven Rothenberger · en Weyden · Gonnelien Rothenberger · en Gonnelien      | Estados Unidos Robert Dover · en Metallic · Michelle Gibson · en Peron · Steffen Peters · en Udon · Guenter Seidel · en Graf George      |
| Sídney 2000         | Alemania Isabell Werth · en Gigolo · Nadine Capellmann · en Farbenfroh · Ulla Salzgeber · en Rusty · Alexandra Simons de Ridder · en Chacomo             | Países Bajos Ellen Bontje · en Silvano · Anky van Grunsven · en Bonfire · Arjen Teeuwissen · en Goliath · Coby van Baalen · and Ferro                  | Estados Unidos Susan Blinks · en Flim Flam · Robert Dover · en Ranier · Guenter Seidel · en Foltaire · Christine Traurig · en Etienne    |
| Atenas 2004         | Alemania Heike Kemmer · en Bonaparte · Hubertus Schmidt · en Wansuela Suerte · Martin Schaudt · en Weltall · Ulla Salzgeber · en Rusty                   | España Beatriz Ferrer-Salat · en Beauvalais · Juan Antonio Jiménez · en Guizo · Ignacio Rambla · en Oleaje · Rafael Soto · en Invasor                  | Estados Unidos Lisa Wilcox · en Relevant · Günter Seidel · en Aragón · Deborah McDonald · en Brentina · Robert Dover · en Kennedy        |
| Beijing 2008        | Alemania Heike Kemmer · en Bonaparte · Nadine Capellmann · en Elvis Va · Isabell Werth · en Satchmo                                                      | Países Bajos Hans Peter Minderhoud · en Nadine · Imke Schellekens-Bartels · en Sunrise · Anky van Grunsven · en Salinero                               | Dinamarca Anne van Olst · en Clearwater · Nathalie zu Sayn-Wittgenstein · en Digby · Andreas Helgstrand · en Don Schufro                 |
| Londres 2012        | Reino Unido Carl Hester · en Uthopia · Laura Bechtolsheimer · en Mistral Hojris · Charlotte Dujardin · en Valegro                                        | Alemania Dorothee Schneider · en Diva Royal · Kristina Sprehe · en Desperados · Helen Langehanenberg · en Damon Hill                                   | Países Bajos Anky van Grunsven · en Salinero · Edward Gal · en Undercover · Adelinde Cornelissen · en Parzival                           |
| Río de Janeiro 2016 | Alemania Isabell Werth · en Weihegold · Dorothee Schneider · en Showtime · Kristina Bröring-Sprehe · en Desperados · Sönke Rothenberger · en Cosmo       | Reino Unido Carl Hester · en Nip Tuck · Charlotte Dujardin · en Valegro · Fiona Bigwood · en Orthilia · Spencer Wilton · en Super Nova II              | Estados Unidos Laura Graves · en Verdades · Steffen Peters · en Legolas · Kasey Perry-Glass · en Dublet · Allison M. Brock · en Rosevelt |
| Tokio 2020          | Alemania Jessica von Bredow-Werndl · en Dalera · Dorothee Schneider · en Showtime · Isabell Werth · en Bella Rose                                        | Estados Unidos Sabine Schut-Kery · en Sanceo · Adrienne Lyle · en Salvino · Steffen Peters · en Suppenkasper                                           | Reino Unido Charlotte Fry · en Everdale · Carl Hester · en En Vogue · Charlotte Dujardin · en Gio                                        |
| París 2024          | Alemania Frederic Wandres · en Bluetooth Old · Isabell Werth · en Wendy · Jessica von Bredow-Werndl · en TSF Dalera BB                                   | Dinamarca Daniel Bachmann Andersen · en Vayron · Nanna Skodborg Merrald · en Zepter · Cathrine Dufour · en Freestyle                                   | Reino Unido Becky Moody · en Jagerbomb · Carl Hester · en Fame · Charlotte Fry · en Glamourdale                                          |

### Salto ecuestreindividual
| Edición             | Oro                                                       | Plata                                                  | Bronce                                                 |
| ------------------- | --------------------------------------------------------- | ------------------------------------------------------ | ------------------------------------------------------ |
| París 1900          | Aimé Haegeman · en Benton II · Bélgica                    | Georges Van Der Poele · en Windsor Squire · Bélgica    | Louis de Champsavin · en Terpsichore · Francia         |
| 1904–1908           | Prueba no incluida en el programa olímpico                | Prueba no incluida en el programa olímpico             | Prueba no incluida en el programa olímpico             |
| Estocolmo 1912      | Jacques Cariou · en Mignon · Francia                      | Rabod von Kröcher · en Dohna · Alemania                | Emmanuel de Blommaert · en Clonmore · Bélgica          |
| Amberes 1920        | Tommaso Lequio di Assaba · en Trebecco · Italia           | Alessandro Valerio · en Cento · Italia                 | Carl Gustaf Lewenhaupt · en Mon Coeur · Suecia         |
| París 1924          | Alphonse Gemuseus · en Lucette · Suiza                    | Tommaso Lequio di Assaba · en Trebecco · Italia        | Adam Królikiewicz · en Picador · Polonia               |
| Ámsterdam 1928      | František Ventura · en Elliot · Checoslovaquia            | Pierre Bertran de Balanda · en Papillon · Francia      | Charles-Gustave Kuhn · en Pepita · Suiza               |
| Los Ángeles 1932    | Takeichi Nishi · en Uranus · Japón                        | Harry Chamberlin · en Show Girl · Estados Unidos       | Clarence von Rosen · en Empire · Suecia                |
| Berlín 1936         | Kurt Hasse · en Tora · Alemania                           | Henri Rang · en Delfis · Rumania                       | József von Platthy · en Sello · Hungría                |
| Londres 1948        | Humberto Mariles Cortés · en Arete · México               | Rubén Uriza Castro · en Harvey · México                | Jean-François d'Orgeix · en Sucre de Pomme · Francia   |
| Helsinki 1952       | Pierre Jonquères d'Oriola · en Ali Baba · Francia         | Oscar Cristi · en Bambi · Chile                        | Fritz Thiedemann · en Meteor · Alemania                |
| Estocolmo 1956      | Hans Günter Winkler · en Halla · Equipo Alemán Unificado  | Raimondo D'Inzeo · en Merano · Italia                  | Piero D'Inzeo · en Uruguay · Italia                    |
| Roma 1960           | Raimondo D'Inzeo · en Posillipo · Italia                  | Piero D'Inzeo · en The Rock · Italia                   | David Broome · en Sunsalve · Reino Unido               |
| Tokio 1964          | Pierre Jonquères d'Oriola · en Lutteur · Francia          | Hermann Schridde · en Dozent · Equipo Alemán Unificado | Peter Robeson · en Firecrest · Reino Unido             |
| México 1968         | William Steinkraus · en Snowbound · Estados Unidos        | Marion Coakes · en Stroller · Reino Unido              | David Broome · en Mister Softee · Reino Unido          |
| Múnich 1972         | Graziano Mancinelli · en Ambassador · Italia              | Ann Moore · en Psalm · Reino Unido                     | Neal Shapiro · en Sloopy · Estados Unidos              |
| Montreal 1976       | Alwin Schockemöhle · en Warwick Rex · Alemania Occidental | Michel Vaillancourt · en Branch County · Canadá        | Francois Mathy · en Gai Luron · Bélgica                |
| Moscú 1980          | Jan Kowalczyk · en Artemor · Polonia                      | Nikolai Korolkov · en Espadron · Unión Soviética       | Joaquín Pérez de las Heras · en Alymony · México       |
| Los Ángeles 1984    | Joseph Fargis · en Touch of Class · Estados Unidos        | Conrad Homfeld · en Abdullah · Estados Unidos          | Heidi Robbiani · en Jessica V · Suiza                  |
| Seúl 1988           | Pierre Durand Jr. · en Jappeloup · Francia                | Greg Best · en Gem Twist · Estados Unidos              | Karsten Huck · en Nepomuk · Alemania Occidental        |
| Barcelona 1992      | Ludger Beerbaum · en Classic Touch · Alemania             | Piet Raymakers · en Ratina Z · Países Bajos            | Norman Dello Joio · en Irish · Estados Unidos          |
| Atlanta 1996        | Ulrich Kirchhoff · en Jus de Pomme · Alemania             | Willi Melliger · en Calvaro V · Suiza                  | Alexandra Ledermann · en Rochet M · Francia            |
| Sídney 2000         | Jeroen Dubbeldam · en De Sjiem · Países Bajos             | Albert Voorn · en Lando · Países Bajos                 | Khaled Al-Eid · en Khashm Al Aan · Arabia Saudita      |
| Atenas 2004         | Rodrigo Pessoa · en Baloubet du Rouet · Brasil            | Chris Kappler · en Royal Kaliber · Estados Unidos      | Marco Kutscher · en Montender · Alemania               |
| Beijing 2008        | Eric Lamaze · en Hickstead · Canadá                       | Rolf-Göran Bengtsson · en Ninja · Suecia               | Beezie Madden · en Authentic · Estados Unidos          |
| Londres 2012        | Steve Guerdat · en Nino Des Buissonets · Suiza            | Gerco Schroder · en London · Países Bajos              | Cian O'Connor · en Blue Loyd · Irlanda                 |
| Río de Janeiro 2016 | Nick Skelton · en Big Star · Reino Unido                  | Peder Fredricson · en All In · Suecia                  | Eric Lamaze · en Fine Lady · Canadá                    |
| Tokio 2020          | Ben Maher · en Explosion W · Reino Unido                  | Peder Fredricson · en All In · Suecia                  | Maikel van der Vleuten · en Beauville Z · Países Bajos |
| París 2024          | Christian Kukuk · en Checker 47 · Alemania                | Steve Guerdat · en Dynamix de Belheme · Suiza          | Maikel van der Vleuten · en Beauville Z · Países Bajos |

### Salto ecuestrepor equipos
| Edición             | Oro | Plata | Bronce |
| ------------------- | --- | --- | --- |
| Estocolmo 1912      | Suecia Gustaf Lewenhaupt · en Medusa · Gustaf Kilman · en Gåtan · Hans von Rosen · en Lord Iron · Fredrik Rosencrantz · en Drabant                                          | Francia Pierre Dufour d'Astafort · en Amazone · Jacques Cariou · en Mignon · Ernest Meyer · en Allons-y · Gaston Seigner · en Cocotte                  | Alemania Sigismund Freyer · en Ultimus · Wilhelm Graf von Hohenau · en Pretty Girl · Ernst Deloch · en Hubertus · Federico Carlos de Prusia · en Gibson Boy                |
| Amberes 1920        | Suecia Claës König · en Tresor · Hans von Rosen · en Poor Boy · Daniel Norling · en Eros II · Frank Martin · en Kohort                                                      | Bélgica Henri Laame · en Biscuit · André Coumans · en Lisette · Herman de Gaiffier d'Hestroy · en Miss · Herman d'Oultromont · en Lord Kitchener       | Italia Ettore Caffaratti · en Tradittore · Alessandro Alvisi · en Raggio di Sole · Giulio Cacciandra · en Fortunello · Carlo Asinari · en Varone                           |
| París 1924          | Suecia Åke Thelning · en Loke · Axel Ståhle · en Cecil · Åge Lundström · en Anvers                                                                                          | Suiza Alphonse Gemuseus · en Lucette · Werner Stuber · en Girandole · Hans Bühler · en Sailor Boy                                                      | Portugal António Borges · en Reginald · Hélder de Souza · en Avro · José Mouzinho · en Hetrugo                                                                             |
| Ámsterdam 1928      | España José Navarro Morenés · en Zapatazo · José Álvarez de Bohórquez · en Zalamero · Julio García Fernández de los Ríos · en Revistade                                     | Polonia Kazimierz Gzowski · en Mylord · Kazimierz Szosland · en Ali · Michał Antoniewicz · en Readgleadt                                               | Suecia Karl Hansén · en Gerold · Carl Björnstjerna · en Kornett · Ernst Hallberg · en Loke                                                                                 |
| Los Ángeles 1932    | Ningún medallista (ninguna nación completó el recorrido con tres jinetes).).                                                                                                | Ningún medallista (ninguna nación completó el recorrido con tres jinetes).).                                                                           | Ningún medallista (ninguna nación completó el recorrido con tres jinetes).).                                                                                               |
| Berlín 1936         | Alemania Kurt Hasse · en Tora · Marten von Barnekow · en Nordland · Heinz Brandt · en Alchimist                                                                             | Países Bajos Johan Greter · en Ernica · Jan de Bruine · en Trixie · Henri van Schaik · en Santa Bell                                                   | Portugal José Beltrão · en Biscuit · Domingos de Sousa · en Merle Blanc · Luís Mena e Silva · en Fossette                                                                  |
| Londres 1948        | México Humberto Mariles · en Arete · Rubén Uriza · en Harvey · Alberto Valdés · en Chihuchoc                                                                                | España Jaime García Cruz · en Bizarro · José Navarro Morenés · en Quórum · Marcellino Gavilán · on Forajido                                            | Reino Unido Harry Llewellyn · en Foxhunter · Henry Nicoll · en Kilgeddin · Arthur Carr · en Monty                                                                          |
| Helsinki 1952       | Reino Unido Wilfred White · en Nizefela · Douglas Stewart · en Aherlow · Harry Llewellyn · en Foxhunter                                                                     | Chile Óscar Cristi · en Bambi · César Mendoza · on Pillán · Ricardo Echeverría · en Lindo Peal                                                         | Estados Unidos William Steinkraus · en Hollandia · Arthur McCashin · en Miss Budweiser · John William Russell · en Democrat                                                |
| Estocolmo 1956      | Equipo Alemán Unificado Hans Günter Winkler · en Halla · Fritz Thiedemann · en Meteor · Alfons Lütke-Westhues · en Ala                                                      | Italia Raimondo D'Inzeo · en Merano · Piero D'Inzeo · en Uruguay · Salvatore Oppes · en Pagoro                                                         | Reino Unido Wilfred White · en Nizefela · Patricia Smythe · en Flanagan · Peter Robeson · en Scorchin                                                                      |
| Roma 1960           | Equipo Alemán Unificado Hans Günter Winkler · en Halla · Fritz Thiedemann · en Meteor · Alwin Schockemöhle · en Ferdl                                                       | Estados Unidos Frank Chapot · en Trail Guide · William Steinkraus · en Ksar d'Esprit · George H. Morris · en Sinjon                                    | Italia Raimondo D'Inzeo · en Posillipo · Piero D'Inzeo · en The Rock · Antonio Oppes · en The Scholar                                                                      |
| Tokio 1964          | Equipo Alemán Unificado Hermann Schridde · en Dozent II · Kurt Jarasinski · en Torro · Hans Günter Winkler · en Fidelitas                                                   | Francia Pierre Jonquères d'Oriola · en Lutteur B · Janou Lefèbvre · en Kenavo D · Guy Lefrant · en Monsieur de Littry                                  | Italia Piero D'Inzeo · en Sun Beam · Raimondo D'Inzeo · en Posillipo · Graziano Mancinelli · en Rockette                                                                   |
| México 1968         | Canadá Jim Day · en Canadian Club · Thomas Gayford · en Big Dee · Jim Elder · en The Immigrant                                                                              | Francia Jean Rozier · en Quo Vadis · Janou Lefèbvre · en Rocket · Pierre Jonquères d'Oriola · en Nagir                                                 | Alemania Occidental Hermann Schridde · en Dozent II · Alwin Schockemöhle · en Donald Rex · Hans Günter Winkler · en Enigk                                                  |
| Múnich 1972         | Alemania Occidental Fritz Ligges · en Robin · Gerhard Wiltfang · en Askan · Hartwig Steenken · en Simona · Hans Günter Winkler · en Trophy                                  | Estados Unidos William Steinkraus · en Main Spring · Neal Shapiro · en Sloopy · Kathryn Kusner · en Fleet Apple · Frank Chapot · en White Lightning    | Italia Vittorio Orlandi · en Fulmer Feather · Raimondo D'Inzeo · en Fiorello · Graziano Mancinelli · en Ambassador · Piero D'Inzeo · en Easter Light                       |
| Montreal 1976       | Francia Hubert Parot · en Rivage · Jean-Marcel Rozier · en Bayard de Maupas · Marc Roguet · en Belle de Mars · Michel Roche · en Un Espoir                                  | Alemania Occidental Alwin Schockemöhle · en Warwick Rex · Hans Günter Winkler · en Torphy · Sönke Sönksen · en Kwepe · Paul Schockemöhle · en Agent    | Bélgica Eric Wauters · en Gute Sitte · François Mathy · en Gai Luron · Edgar-Henri Cuepper · en Le Champion · Stanny Van Paesschen · en Porsche                            |
| Moscú 1980          | Unión Soviética Viacheslav Chukanov · en Gepatit · Viktor Poganovski · en Topky · Viktor Asmayev · en Reis · Nikolai Korolkov · en Espadron                                 | Polonia Marian Kozicki · en Bremen · Jan Kowalczyk · en Artemor · Wiesław Hartman · en Norton · Janusz Bobik · en Szampan                              | México Joaquín Pérez de las Heras · en Alymony · Jesús Gómez Portugal · en Massacre · Gerardo Tazzer Valencia · en Caribe · Alberto Valdés Lacarra · en Lady Mirka         |
| Los Ángeles 1984    | Estados Unidos Joseph Fargis · en Touch of Class · Conrad Homfeld · en Abdullah · Leslie Burr-Howard · en Albany · Melanie Smith · en Calypso                               | Reino Unido Michael Whitaker · en Overton Amanda · John Whitaker · en Ryans Son · Steven Smith · en Shining Example · Timothy Grubb · en Linky         | Alemania Occidental Paul Schockemöhle · en Deister · Peter Luther · en Livius · Franke Sloothaak · en Farmer · Fritz Ligges · en Ramzes                                    |
| Seúl 1988           | Alemania Occidental Ludger Beerbaum · en The Freak · Wolfgang Brinkmann · en Pedro · Dirk Hafemeister · en Orchidee · Franke Sloothaak · en Walzerkonig                     | Estados Unidos Greg Best · en Gem Twist · Lisa Ann Jacquin · en For the Moment · Anne Kursinski · en Starman · Joseph Fargis · en Mill Pearl           | Francia Hubert Bourdy · en Morgat · Frédéric Cottier · en Flambeau C · Michel Robert · en La Fayette · Pierre Durand · en Jappeloup de Luze                                |
| Barcelona 1992      | Países Bajos Piet Raijmakers · en Ratina Z · Bert Romp · en Waldo E · Jan Tops · en Top Gun · Jos Lansink · en Egano                                                        | Austria Boris Boor · en Love Me Tender · Jörg Münzner · en Graf Grande · Hugo Simon · en Apricot D · Thomas Frühmann · en Genius                       | Francia Hervé Godignon · en Quidam de Revel · Hubert Bourdy · en Razzina du Poncel · Michel Robert · en Nonix · Eric Navet · en Quito de Baussy                            |
| Atlanta 1996        | Alemania Franke Sloothaak · en Joly Coeur · Lars Nieberg · en For Pleasure · Ulrich Kirchhoff · en Jus De Pommes · Ludger Beerbaum · and Ratina Z                           | Estados Unidos Peter Leone · en Legato · Leslie Burr Howard · en Extreme · Anne Kursinski · en Eros · Michael Matz · en Rhum                           | Brasil Luiz Felipe de Azevedo · en Cassiana · Álvaro de Miranda Neto · en Aspen · André Johannpeter · en Calei · Rodrigo Pessoa · en Tomboy                                |
| Sídney 2000         | Alemania Ludger Beerbaum · en Goldfever · Lars Nieberg · en Esprit FRH · Marcus Ehning · en For Pleasure · Otto Becker · en Dobels Cento                                    | Suiza Markus Fuchs · en Tinka's Boy · Beat Mändli · en Pozitano · Lesley McNaught · en Dulf · Willi Melliger · en Calvaro V                            | Brasil Rodrigo Pessoa · en Baloubet du Rouet · Luiz Felipe de Azevedo · en Ralph · Álvaro de Miranda Neto · en Aspen · André Johannpeter · on Calei                        |
| Atenas 2004         | Estados Unidos Peter Wylde · en Fein Cera · McLain Ward · en Sapphire · Beezie Madden · en Authentic · Chris Kappler · en Royal Kaliber                                     | Suecia Rolf-Göran Bengtsson · en Mac Kinley · Malin Baryard · en Butterfly Flip · Peter Eriksson · en Cardento · Peder Fredricson · en Magic Bengtsson | Alemania Otto Becker · en Dobels Cento · Marco Kutscher · en Montender 2 · Christian Ahlmann · en Cöster                                                                   |
| Beijing 2008        | Estados Unidos McLain Ward · en Sapphire · Laura Kraut · en Cedric · William Simpson · en Carlsson vom Dach · Beezie Madden · on Authentic                                  | Canadá Jill Henselwood · en Special Ed · Eric Lamaze · en Hickstead · Ian Millar · en In Style · Mac Cone · en Ole                                     | Suiza Christina Liebherr · en No Mercy · Pius Schwizer · en Nobless M · Niklaus Schurtenberger · en Cantus · Steve Guerdat · en Jalisca Solier                             |
| Londres 2012        | Reino Unido Scott Brash · en Hello Sanctos · Peter Charles · en Vindicat · Ben Maher · en Tripple X · Nick Skelton · en Big Star                                            | Países Bajos Marc Houtzager · en Tamino · Gerco Schroder · en London · Maikel van der Vleuten · en Verdi · Jur Vrieling · en Bubalu                    | Arabia Saudita Ramzy Al Duhami · en Bayard Van the Villa There · Abdulá Al Saúd · en Davos · Kamal Bahamdan · en Noblesse Des Tess · Abdullah Waleed Sharbatly · en Sultan |
| Río de Janeiro 2016 | Francia Philippe Rozier · en Rahotep de Toscane · Kevin Staut · en Rêveur de Hurtebise · Roger-Yves Bost · en Sydney une Prince · Pénélope Leprevost · en Flora de Mariposa | Estados Unidos Kent Farrington · en Voyeur · Lucy Davis · en Barron · McLain Ward · en HH Azur · Elizabeth Madden · en Cortes 'C''                     | Alemania Christian Ahlmann · en Taloubet Z · Meredith Michaels-Beerbaum · en Fibonacci · Daniel Deusser · en First Class · Ludger Beerbaum · en Casello                    |
| Tokio 2020          | Suecia Henrik von Eckermann · en King Edward · Malin Baryard-Johnsson · en Indiana · Peder Fredricson · en All In                                                           | Estados Unidos Laura Kraut · en Baloutinue · Jessica Springsteen · en Don Juan van de Donkhoeve · McLain Ward · en Contagious                          | Bélgica Pieter Devos · en Claire Z · Jérôme Guery · en Quel Homme de Hus · Grégory Wathelet · en Nevados S                                                                 |
| París 2024          | Reino Unido Benjamin Maher · en Dallas Vegas Batilly · Harry Charles · en Romeo 88 · Scott Brash · en JefferFueron                                                          | Estados Unidos Laura Kraut · en Baloutinue · Karl Cook · en Caracole de la Roque · McLain Ward · en Ilex                                               | Francia Simon Delestre · en I Amelusina · Olivier Perreau · en Dorai D'Aiguilly · Julien Épaillard · en Dubai du Cedre                                                     |

### Concurso completoindividual
| Edición             | Oro                                                            | Plata                                                               | Bronce                                               |
| ------------------- | -------------------------------------------------------------- | ------------------------------------------------------------------- | ---------------------------------------------------- |
| Estocolmo 1912      | Axel Nordlander · en Lady Artist · Suecia                      | Friedrich von Rochow · en Idealist · Alemania                       | Jacques Cariou · en Cocotte · Francia                |
| Amberes 1920        | Helmer Mörner · en Germania · Suecia                           | Åge Lundström · en Yrsa · Suecia                                    | Ettore Caffaratti · en Caniche · Italia              |
| París 1924          | Adolph van der Voort van Zijp · en Silver-Piece · Países Bajos | Frode Kirkebjerg · en Metoo · Dinamarca                             | Sloan Doak · en Pathfinder · Estados Unidos          |
| Ámsterdam 1928      | Charles Pahud de Mortanges · en Marcroix · Países Bajos        | Gerard de Kruijff · en Va-T'en · Países Bajos                       | Bruno Neumann · en Ilja · Alemania                   |
| Los Ángeles 1932    | Charles Pahud de Mortanges · en Marcroix · Países Bajos        | Earl Foster Thomson · en Jenny Camp · Estados Unidos                | Clarence von Rosen · en Sunnyside Maid · Suecia      |
| Berlín 1936         | Ludwig Stubbendorf · en Nurmi · Alemania                       | Earl Foster Thomson · en Jenny Camp · Estados Unidos                | Hans Lunding · en Jason · Dinamarca                  |
| Londres 1948        | Bernard Chevallier · en Alglonne · Francia                     | Frank Henry · en Swing Low · Estados Unidos                         | Robert Selfelt · en Claque · Suecia                  |
| Helsinki 1952       | Hans von Blixen-Finecke · en Jubal · Suecia                    | Guy Lefrant · en Verdun · Francia                                   | Wilhelm Büsing · en Hubertus · Alemania              |
| Estocolmo 1956      | Petrus Kastenman · en Iluster · Suecia                         | August Lütke-Westhues · en Trux von Kamax · Equipo Alemán Unificado | Francis Weldon · en Kilbarry · Reino Unido           |
| Roma 1960           | Lawrence Morgan · en Salad Days · Australia                    | Neale Lavis · en Mirrabooka · Australia                             | Anton Bühler · en Gay-Spark · Suiza                  |
| Tokio 1964          | Mauro Checcoli · en Surbean · Italia                           | Carlos Moratorio · en Chalan · Argentina                            | Fritz Ligges · en Donkosak · Equipo Alemán Unificado |
| México 1968         | Jean-Jacques Guyon · en Pitou · Francia                        | Derek Allhusen · en Lochinvar · Reino Unido                         | Michael Page · en Foster · Estados Unidos            |
| Múnich 1972         | Richard Meade · en Laurieston · Reino Unido                    | Alessandro Argenton · en Woodland · Italia                          | Jan Jönsson · en Sarajevo · Suecia                   |
| Montreal 1976       | Edmund Coffin · en Bally-Cor · Estados Unidos                  | Michael Plumb · en Better & Bette · Estados Unidos                  | Karl Schultz · en Madrigal · Alemania Occidental     |
| Moscú 1980          | Federico Roman · en Rossinan · Italia                          | Aleksandr Blinov · en Galzun · Unión Soviética                      | Yuri Salnikov · en Pintset · Unión Soviética         |
| Los Ángeles 1984    | Mark Todd · en Charisma · Nueva Zelanda                        | Karen Stives · en Ben Arthur · Estados Unidos                       | Virginia Holgate · en Priceless · Reino Unido        |
| Seúl 1988           | Mark Todd · en Charisma · Nueva Zelanda                        | Ian Stark · en Sir Wattie · Reino Unido                             | Virginia Leng · en Master Craftsman · Reino Unido    |
| Barcelona 1992      | Matthew Ryan · en Kibah Tic Toc · Australia                    | Herbert Blöcker · en Feine Dame · Alemania                          | Blyth Tait · en Messiah · Nueva Zelanda              |
| Atlanta 1996        | Blyth Tait · en Ready Teddy · Nueva Zelanda                    | Sally Clark · en Squirrel Hill · Nueva Zelanda                      | Kerry Millikin · en Out and About · Estados Unidos   |
| Sídney 2000         | David O'Connor · en Custom Made · Estados Unidos               | Andrew Hoy · en Swizzle In · Australia                              | Mark Todd · en Eyespy II · Nueva Zelanda             |
| Atenas 2004         | Leslie Law · en Shear L'Eau · Reino Unido                      | Kimberly Severson · en Winsome Andante · Estados Unidos             | Philippa Funnell · en Primmore's Pride · Reino Unido |
| Beijing 2008        | Hinrich Romeike · en Marius · Alemania                         | Gina Miles · en McKinlaigh · Estados Unidos                         | Kristina Cook · en Miners Frolic · Reino Unido       |
| Londres 2012        | Michael Jung · en Sam · Alemania                               | Sara Algotsson Ostholt · en Wega · Suecia                           | Sandra Auffarth · en Opgun Louvo · Alemania          |
| Río de Janeiro 2016 | Michael Jung · en Sam · Alemania                               | Astier Nicolas · en Piaf de B'Neville · Francia                     | Phillip Dutton · en Mighty Nice · Estados Unidos     |
| Tokio 2020          | Julia Krajewski · en Amande de B'Neville · Alemania            | Tom McEwen · en Toledo de Kerser · Reino Unido                      | Andrew Hoy · en Vassily de Lassos · Australia        |
| París 2024          | Michael Jung · en Chipmunk Frh · Alemania                      | Christopher Burton · en Shadow Man · Australia                      | Laura Collett · en London 52 · Reino Unido           |

### Concurso completopor equipos
| Edición             | Oro | Plata | Bronce |
| ------------------- | --- | --- | --- |
| Estocolmo 1912      | Suecia Axel Nordlander · en Lady Artist · Nils Adlercreutz · en Atout · Ernst Casparsson · en Irmelin · Henric Horn af Åminne · en Omen                                                                 | Alemania Friedrich von Rochow · en Idealist · Richard von Schaesberg-Tannheim · en Grundsee · Eduard von Lütcken · en Blue Boy · Carl von Moers · en May-Queen                                | Estados Unidos Benjamin Lear · en Poppy · John Montgomery · en Deceive · Guy Henry · en Chiswell · Ephraim Graham · en Connie                                                        |
| Amberes 1920        | Suecia Helmer Mörner · en Germania · Åge Lundström · en Ysra · Georg von Braun · en Diana · Gustaf Dyrsch · en Salamis                                                                                  | Italia Ettore Caffaratti · en Caniche · Garibaldi Spighi · en Otello · Giulio Cacciandra · en Facetto · Carlo Asinari · en Savari                                                             | Bélgica Roger Moeremans d'Emaüs · en Sweet Girl · Oswald Lints · en Martha · Jules Bonvalet · en Weppelghem · Jacques Misonne · en Gaucho                                            |
| París 1924          | Países Bajos Adolph van der Voort van Zijp · en Silver Piece · Charles Pahud de Mortanges · en Johnny Walker · Gerard de Kruijff · en Addio · Antonius Colenbrander · on King of Hearts                 | Suecia Claës König · en Bojar · Torsten Sylvan · en Anita · Gustaf Hagelin · on Varius · Carl Gustaf Lewenhaupt · en Canter                                                                   | Italia Alberto Lombardi · en Pimplo · Alessandro Alvisi · en Capiligio · Emanuele Beraudo di Pralormo · en Mount Félix · Tommaso Lequio di Assaba · en Torena                        |
| Ámsterdam 1928      | Países Bajos Charles Pahud de Mortanges · en Marcroix · Gerard de Kruijff · en Va-T'en · Adolph van der Voort van Zijp · en Silver Piece                                                                | Noruega Bjart Ording · en And Over · Arthur Qvist · en Hidalgo · Eugen Johansen · en Baby | Polonia Michał Antoniewicz · en Moja Miła · Józef Trenkwald · en Lwi Pazur · Karol Rómmel · en Doneuse                                                                               |
| Los Ángeles 1932    | Estados Unidos Earl Foster Thomson · en Jenny Camp · Harry Chamberlin · en Pleasant Smiles · Edwin Argo · en Honolulu Tomboy                                                                            | Países Bajos Charles Pahud de Mortanges · en Marcroix · Karel Schummelketel · en Duiveltje · Aernout van Lennep · en Henk                                                                     | medalla no se entregó |
| Berlín 1936         | Alemania Ludwig Stubbendorf · en Nurmi · Rudolf Lippert · en Fasan · Konrad Freiherr von Wangenheim · en Kurfürst                                                                                       | Polonia Henryk Roycewicz · en Arlekin III · Zdzisław Kawecki · en Bambino · Seweryn Kulesza · en Tóska                                                                                        | Reino Unido Alec Scott · en Bob Clive · Edward Howard-Vyse · en Blue Steel · Richard Fanshawe · en Bowie Knife                                                                       |
| Londres 1948        | Estados Unidos Frank Henry · en Swing Low · Charles Anderson · en Reno Palisade · Earl Foster Thomson · en Reno Rhythm                                                                                  | Suecia Robert Selfelt · en Claque · Olof Stahre · en Komet · Sigurd Svensson · en Dust | México Humberto Mariles Cortés · en Parral · Raúl Campero · en Tarahumara · Joaquín Solano Chagoya · en Malinche                                                                     |
| Helsinki 1952       | Suecia Hans von Blixen-Finecke · en Jubal · Olof Stahre · en Komet · Folke Frölén · en Fair | Alemania Wilhelm Büsing · en Hubertus · Klaus Wagner · en Dachs · Otto Rothe · en Trux von Kamax                                                                                              | Estados Unidos Charles Hough · en Cassivellannus · Walter Staley · en Craigwood Park · John Wofford · en Benny Grimes                                                                |
| Estocolmo 1956      | Reino Unido Francis Weldon · en Kilbarry · Arthur Rook · en Wild Venture · Bertie Hill · en Countyman III                                                                                               | Equipo Alemán Unificado August Lütke-Westhues · en Trux von Kamax · Otto Rothe · en Sissi · Klaus Wagner · en Prinzeß                                                                         | Canadá John Rumble · en Cilroy · Jim Elder · en Colleen · Brian Herbinson · en Tara                                                                                                  |
| Roma 1960           | Australia Lawrence Morgan · en Salad Days · Neale Lavis · en Mirrabooka · Bill Roycroft · en Our Solo · Brian Crago · en Sabre                                                                          | Suiza Anton Bühler · en Gay Spark · Hans Schwarzenbach · en Burn Trout · Rudolf Günthardt · en Atbara · Rolf Ruff · en Gentleman II                                                           | Francia Jack Le Goff · en Image · Guy Lefrant · en Nicias · Jéhan Le Roy · en Garden · Pierre Durand · en Gulliano                                                                   |
| Tokio 1964          | Italia Mauro Checcoli · en Surbean · Paolo Angioni · en King · Giuseppe Ravano · en Royal Love · Alessandro Argenton · en Scottie                                                                       | Estados Unidos Michael Page · en Grasshopper · Kevin Freeman · en Gallopade · Michael Plumb · en Bold Minstrel · Lana du Pont · en Mr. Wister                                                 | Equipo Alemán Unificado Fritz Ligges · en Donkosak · Horst Karsten · en Condora · Gerhard Schulz · en Balza X · Karl-Heinz Fuhrmann · en Mohamet                                     |
| México 1968         | Reino Unido Derek Allhusen · en Lochinvar · Richard Meade · en Cornishman V · Reuben Jones · en The Poacher · Jane Bullen · en Our Nobby                                                                | Estados Unidos Michael Page · en Foster · James Wofford · en Kilkenny · Michael Plumb · en Plain Sailing · Kevin Freeman · en Chalan                                                          | Australia Wayne Roycroft · en Zhivago · Brien Cobcroft · en Depeche · Bill Roycroft · en Warrathoola · James Scanlon · en Furtive                                                    |
| Múnich 1972         | Reino Unido Richard Meade · en Laurieston · Mary Gordon-Watson · en Cornishman V · Bridget Parker · en Cornish Gold · Mark Phillips · en Great Ovation                                                  | Estados Unidos Kevin Freeman · en Good Mixture · Bruce Davidson · en Plain Sailing · Michael Plumb · en Free and Easy · James Wofford · en Kilkenny                                           | Alemania Occidental Harry Klugmann · en Christopher Robert · Ludwig Gössing · en Chicago · Karl Schultz · en Pisco · Horst Karsten · en Sioux                                        |
| Montreal 1976       | Estados Unidos Edmund Coffin · en Bally-Cor · Michael Plumb · en Better & Better · Bruce Davidson · en Irish-Cap · Mary Anne Tauskey · en Marcus Aurelius                                               | Alemania Occidental Karl Schultz · en Madrigal · Herbert Blöcker · en Albrant · Helmut Rethemeier · en Pauline · Otto Ammermann · en Volturno                                                 | Australia Wayne Roycroft · en Laurenson · Mervyn Bennet · en Regal Reign · Bill Roycroft · en Version · Denis Pigott · en Hillstead                                                  |
| Moscú 1980          | Unión Soviética Alexandr Blinov · en Galzun · Yuri Salnikov · en Pintset · Valeri Volkov · en Tskheti · Serguei Rogozhin · en Gelespont                                                                 | Italia Federico Roman · en Rossinan · Anna Casagrande · en Daleye · Mauro Roman · en Dourakine 4 · Marina Sciocchetti · en Rohan de Lechereo                                                  | México Manuel Mendivil · en Alymony · David Bárcena Ríos · en Bombon · José Luis Pérez Soto · en Quelite · Fabián Vázquez López · en Cocaleco                                        |
| Los Ángeles 1984    | Estados Unidos Michael Plumb · en Blue Stone · Karen Stives · en Ben Arthur · Torrance Fleischmann · en Finvarra · Bruce Davidson · en Babu                                                             | Reino Unido Virginia Leng · en Priceless · Ian Stark · en Oxford Blue · Diana Clapham · en Windjammer · Lucinda Green · en Regal Realm                                                        | Alemania Occidental Bettina Overesch · en Peacetime · Burkhard Tesdorpf · en Freedom · Claus Erhorn · en Fair Lady · Dietmar Hogrefe · en Foliant                                    |
| Seúl 1988           | Alemania Occidental Claus Erhorn · en Justyn Thyme · Matthias Baumann · en Shamrock · Thies Kaspareit · en Sherry · Ralf Ehrenbrink · en Uncle Todd                                                     | Reino Unido Mark Phillips · en Cartier · Karen Straker · en Get Smart · Virginia Leng · en Master Craftsman · Ian Stark · en Sir Wattie                                                       | Nueva Zelanda Mark Todd · en Charisma · Margaret Knighton · en Enterprise · Andrew Bennie · en Grayshott · Tinks Pottinger · en Volunteer                                            |
| Barcelona 1992      | Australia David Green · en Duncan II · Gillian Rolton · en Peppermint Grove · Andrew Hoy · en Kiwi · Matthew Ryan · en Kibah Tic Toc                                                                    | Nueva Zelanda Blyth Tait · en Missiah · Andrew Nicholson · en Spinning Rhombus · Mark Todd · en Welton Greylag · Victoria Latta · en Chief                                                    | Alemania Herbert Blöcker · en Feine Dame · Ralf Ehrenbrink · en Kildare II · Matthias Baumann · en Alabaster · Cord Mysegages · en Ricardo                                           |
| Atlanta 1996        | Australia Wendy Schaeffer · en Sunburst · Gillian Rolton · en Peppermint Grove · Andrew Hoy · en Darien Powers · Phillip Dutton · en True Blue Girdwood                                                 | Estados Unidos Karen O'Connor · en Biko · David O'Connor · en Giltedge · Bruce Davidson · en Heyday · Jill Henneberg · en Nirvana                                                             | Nueva Zelanda Blyth Tait · en Chesterfield · Andrew Nicholson · en Jaggermeister II · Vaughn Jefferis · en Bounce · Victoria Latta · en Broadcast News                               |
| Sídney 2000         | Australia Phillip Dutton · en House Doctor · Andrew Hoy · en Darien Powers · Stuart Tinney · en Jeepster · Matthew Ryan · and Kibah Sandstone                                                           | Reino Unido Ian Stark · en Jaybee · Jeanette Brakewell · en Over To You · Pippa Funnell · en Supreme Rock · Leslie Law · en Shear H2O                                                         | Estados Unidos Nina Fout · en 3 Magic Beans · Karen O'Connor · en Prince Panache · David O'Connor · en Giltedge · Linden Wiesman · en Anderoo                                        |
| Atenas 2004         | Francia Arnaud Boiteau · en Expo du Moulin · Cédric Lyard · en Fine Merveille · Didier Courrèges · en Débat d'Estruval · Jean Teulère · en Espoir de la Mère · Nicolas Touzaint · en Galan de Sauvegère | Reino Unido Jeanette Brakewell · en Over To You · Mary King · en King Solomon III · Leslie Law · en Shear L'Eau · Pippa Funnell · en Primmore's Pride · William Fox-Pitt · en Tamarillo       | Estados Unidos Kimberly Severson · en Winsome Adante · Darren Chiacchia · en Windfall II · John Williams · en Carrick · Amy Tryon · en Poggio II · Julie Richards · en Jacob Two Two |
| Beijing 2008        | Alemania Peter Thomsen · en The Ghost of Hamish · Frank Ostholt · en Mr. Medicott · Andreas Dibowski · en Butts Leon · Ingrid Klimke · en Abraxxas · Hinrich Romeike · en Marius                        | Australia Shane Rose · en All Luck · Sonja Johnson · en Ringwould Jaguar · Lucinda Fredericks · en Headley Britannia · Clayton Fredericks · en Ben Along Time · Megan Jones · en Irish Jester | Reino Unido Sharon Hunt · en Tankers Town · Daisy Dick · en Spring Along · William Fox-Pitt · en Parkmore Ed · Kristina Cook · en Miners Frolic · Mary King · en Call Again Cavalier |
| Londres 2012        | Alemania Peter Thomsen · en Barny · Dirk Schrade · en King Artus · Ingrid Klimke · en Butts Abraxxas · Sandra Auffarth · en Opgun Louvo · Michael Jung · en Sam                                         | Reino Unido Nicola Wilson · en Opposition Buzz · Mary King · en Imperial Cavalier · Zara Phillips · en High Kingdom · Kristina Cook · en Miners Frolic · William Fox-Pitt · en Lionheart      | Nueva Zelanda Jonelle Richards · en Flintstar · Jonathan Paget · en Clifton Promise · Caroline Powell · en Lenamore · Andrew Nicholson · en Nereo · Mark Todd · en Campino           |
| Río de Janeiro 2016 | Francia Karim Laghouag · en Entebbe · Thibaut Vallette · en Qing du Briot · Mathieu Lemoine · en Bart L · Astier Nicolas · en Piaf de B'Neville                                                         | Alemania Julia Krajewski · en Samourai du Thot · Sandra Auffarth · en Opgun Louvo · Ingrid Klimke · en Hale-Bob Old · Michael Jung · en Sam                                                   | Australia Shane Rose · en CP Qualified · Stuart Tinney · en Pluto Mio · Sam Griffiths · en Paulank Brockagh · Christopher Burton · en Santano II                                     |
| Tokio 2020          | Reino Unido Laura Collett · en London 52 · Tom McEwen · en Toledo de Kerser · Oliver Townend · en Ballaghmore Class                                                                                     | Australia Kevin McNab · en Don Quidam · Andrew Hoy · en Vassily de Lassos · Shane Rose · en Virgil                                                                                            | Francia Nicolas Touzaint · en Absolut Gold · Karim Laghouag · en Triton Fontaine · Christopher Six · en Totem de Brecey                                                              |
| París 2024          | Reino Unido Rosalind Canter · en Lordships Graffalo · Tom McEwen · en JL Dublin · Laura Collett · en London 52                                                                                          | Francia Nicolas Touzaint · en Diabolo Menthe · Karim Laghouag · en Triton Fontaine · Stephane Landois · en Chaman Dumontceau                                                                  | Japón Toshiyuki Tanaka · en Jefferson · Kazuma Tomoto · en Vinci de la Vigne · Yoshiaki Oiwa · en Grafton Street                                                                     |

## Eventos descontinuados

### Salto alto
| Edición    | Oro                                                                                 | Plata                | Bronce                                      |
| ---------- | ----------------------------------------------------------------------------------- | -------------------- | ------------------------------------------- |
| París 1900 | Dominique Gardères · en Canéla · Francia Gian Giorgio Trissino · en Oreste · Italia | medalla no entregada | Georges Van Der Poele · en Ludlow · Bélgica |

### Salto de longitud
| Edición    | Oro                                                | Plata                                      | Bronce                                  |
| ---------- | -------------------------------------------------- | ------------------------------------------ | --------------------------------------- |
| París 1900 | Constant van Langhendonck · en Extra-Dry · Bélgica | Gian Giorgio Trissino · en Oreste · Italia | Jacques de Prunelé · en Tolla · Francia |